# Williams Landing
Williams Landing är en del av en befolkad plats i Australien. Den ligger i regionen Wyndham och delstaten Victoria, omkring 20 kilometer väster om delstatshuvudstaden Melbourne. Antalet invånare är 3 223.
Trakten är tätbefolkad. Närmaste större samhälle är Melbourne, omkring 20 kilometer öster om Williams Landing.
Trakten runt Williams Landing består till största delen av jordbruksmark. Genomsnittlig årsnederbörd är 971 millimeter. Den regnigaste månaden är juni, med i genomsnitt 115 mm nederbörd, och den torraste är januari, med 34 mm nederbörd.